# František Pala
František Pala (9. května 1887 Bohuslavice u Zlína – 26. května 1964 Praha) byl český hudební vědec.

## Život
Studoval na Arcibiskupském gymnáziu v Kroměříži a poté filozofii na Karlově univerzitě v Praze. Jako učitel na středních školách působil na mnoha místech ve východních Čechách, kde se čile staral o kulturní život v obcích. Jen během roku 1924 uspořádal na padesát přednášek o Bedřichu Smetanovi po celé republice.
V Jičíně se například zasadil o provedení opery Eva Josefa Bohuslava Foerstera.

## Dílo
Byl autorem desítek odborných článků do novin a autorem několika monografií o J. B. Foersterovi, Vítězslavu Novákovi a Emilu Axmanovi a publikace o operách Leoše Janáčka. Zvláštní pozornost věnoval dějinám a rozvoji Národního divadla. Byl osobním přítelem Jaroslava Haška, Karla Tomana a Fráni Šrámka. Po smrti skladatele J. B. Foerstera byl opatrovníkem jeho pozůstalosti.